# حساب التفاضل والتكامل لعديد الحدود
في الرياضيات، تعتبر كثيرات الحدود الأشكال الأبسط للتوابع لإجراء حسابات التفاضل والتكامل عليها. يمكن أن نعطي صيغ التفاضل والتكامل لكثير حدود كما يلي:
{\displaystyle {\frac {d}{dx}}\sum _{k=0}^{n}a_{k}x^{k}=\sum _{k=0}^{n}ka_{k}x^{k-1}}
{\displaystyle \int \sum _{k=0}^{n}a_{k}x^{k}\,dx=\sum _{k=0}^{n}{\frac {a_{k}x^{k+1}}{k+1}}+c.}